# Maus-Wicke
Die Maus-Wicke (Vicia narbonensis L.), auch Schwarze Ackerbohne genannt, ist eine Pflanzenart aus der Gattung Wicken (Vicia) in der Unterfamilie der Schmetterlingsblütler (Faboideae) innerhalb der Familie Hülsenfrüchtler (Fabaceae). Sie sollte nicht mit der Art Vicia johannis Tamamsch. (Syn.: Vicia narbonensis auct.) verwechselt werden.

## Beschreibung
Die Maus-Wicke ist eine einjährige Pflanze, die bis zu 70 Zentimeter hoch wird. Die Blätter sind gestielt und gefiedert mit 1 bis 4 Paaren von Fiederblättchen. Die Fiederblätter sind eiförmig bis elliptisch, 25 bis 55 Millimeter lang und 15 bis 30 Millimeter breit und gesägt. Nebenblätter sind vorhanden, sie haben ein Nektarium auf der Unterseite. Der Kelch ist glockig und 8,5 bis 11 Millimeter lang. Die oberen Kelchzipfel sind kürzer als die Kelchröhre. Die Schmetterlingsblüte ist etwa 20 Millimeter groß. Die Kronblätter sind ganz oder teilweise purpurn gefärbt. Die Hülsenfrucht ist 66 bis 85 Millimeter lang und 11 bis 16 Millimeter breit.
Die Chromosomenzahl ist 2n = 14.

## Ökologie
Die Bestäubung erfolgt durch Bienen und Hummeln, bisweilen kommt es auch zur Selbstbestäubung.

## Vorkommen
Die Maus-Wicke ist ein submediterran-mediterranes Florenelement. Die Maus-Wicke kommt im Mittelmeergebiet vor und ist selten nach Mitteleuropa eingeschleppt worden.
Die Maus-Wicke gedeiht am besten auf nährstoffreichen Lehmböden.

## Taxonomie und Systematik
Die Erstveröffentlichung von Vicia narbonensis erfolgte 1753 durch Carl von Linné in Species Plantarum, Band 2, S. 737. 
Man kann mehrere Varietäten unterscheiden:
- Vicia narbonensis var. aegyptiaca Asch. & Schweinf.: Sie kommt in Ägypten und vielleicht auch in Syrien vor.[2]
- Vicia narbonensis var. affinis Asch. & Schweinf.: Sie kommt in Vorderasien, auf der Sinai-Halbinsel, in Albanien und in Österreich vor.[2]
- Vicia narbonensis var. narbonensis: Sie kommt in Frankreich, in der früheren Tschechoslowakei, in Griechenland, in der Türkei, in Zypern, in Israel, Ägypten und in Syrien vor.[2]
- Vicia narbonensis var. salmonea (Mouterde) H.I.Schafer: Sie kommt in Frankreich, in der früheren Tschechoslowakei, in Griechenland, in der Türkei, in Zypern, Syrien, Israel, Jordanien, Ägypten und auf der Sinai-Halbinsel vor.[2]